# 대동맥 내 풍선 펌프

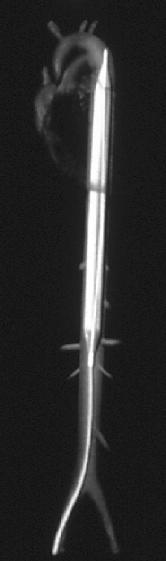
대동맥 내 풍선 펌프

대동맥 내 풍선 펌프(Intra-aortic balloon pump, IABP)는 심근 산소 관류를 증가시키고 후부하 감소를 통해 간접적으로 심박출량을 증가시키는 기계 장치이다. 이는 왼쪽 쇄골하 동맥에서 약 2cm(0.79인치) 떨어진 대동맥에 위치하는 원통형 폴리우레탄 풍선으로 구성된다. 풍선은 역맥동을 통해 팽창 및 수축한다. 즉, 수축기에서는 활발하게 수축되고 확장기에서는 팽창한다. 수축기 수축은 진공 효과를 통해 후부하를 감소시키고 간접적으로 심장의 전방 흐름을 증가시킨다. 확장기 팽창은 역행성 흐름을 통해 관상동맥으로의 혈류를 증가시킨다. 이러한 작용은 결합되어 심근 산소 요구량을 감소시키고 심근 산소 공급을 증가시킨다.
컴퓨터로 제어되는 메커니즘은 확장기 동안 실린더에서 헬륨으로 풍선을 팽창시킨다. 일반적으로 심전도(ECG) 또는 카테터 말단 끝에 있는 압력 변환기에 연결된다. 데이터스코프 시스템(Datascope System) 98XT와 같은 일부 IABP는 설정된 속도로 비동기 역펄스를 허용하지만 이 설정은 거의 사용되지 않는다. 헬륨은 풍선을 팽창시키는 데 사용된다. 밀도가 낮으면 난류가 거의 없어 풍선이 빠르게 팽창하고 천천히 수축할 수 있기 때문이다. 또한 풍선에 누출이나 파열이 있는 경우 비교적 양성이며 빠르게 제거된다.

## 같이 보기
- 심실보조장치